# Tis-Abay-Kraftwerke
Die Tis-Abay-Kraftwerke sind zwei Wasserkraftwerke in Äthiopien am Oberlauf des Abbai (englisch Abay oder Abbay), wie der Blaue Nil in Äthiopien genannt wird, mit denen das aus dem Tanasee über den Abbai abfließende Wasser zur Stromerzeugung genutzt wird.

## Lage
Beide Kraftwerke liegen am rechten Ufer des Abbai neben dem Ort Tis Issat etwa 30 km flussabwärts von Bahir Dar bzw. unterhalb des durch das Chara-Chara-Wehr geregelten Ausflusses aus dem Tanasee. Beide Kraftwerke nutzen die gleiche Geländestufe wie die nahegelegenen Tisissat-Wasserfälle und entziehen ihnen einen großen Teil des Flusswassers.

## Kraftwerke
- Karte mit allen Koordinaten:
- OSM |
- WikiMap

### Tis Abay I
Das Kraftwerk Tis Abay I  erhielt ursprünglich das aus dem Tanasee frei abfließende und im Fluss nicht gestaute Wasser über einen Kanal aus dem Abbai, von dem aus es in drei unterirdischen, etwa 50 m langen Druckrohren zu dem Maschinenhaus fließt (11° 29′ 9,5″ N, 37° 35′ 23,1″ O). Es hat eine installierte Leistung von 11,4 MW. Das 1964 in Betrieb gegangene Kraftwerk hatte nur einen kleinen Einfluss auf die Wasserfälle (11° 29′ 26,3″ N, 37° 35′ 16″ O).

### Chara-Chara-Wehr

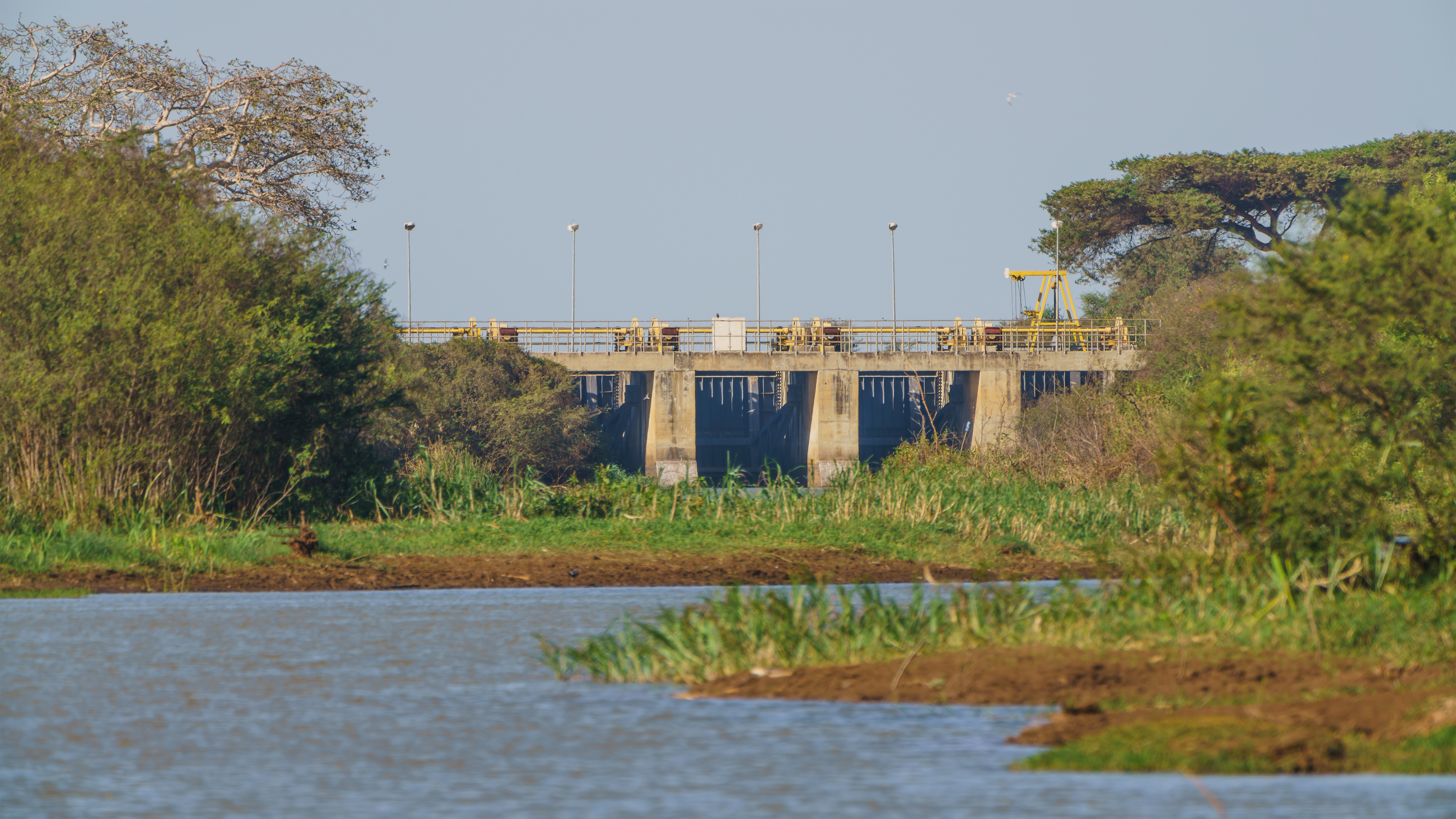

1995–1996 wurde der erste, aus 5 Toren bestehende Abschnitt des Chara-Chara-Stauwehr gebaut (11° 37′ 0″ N, 37° 24′ 37″ O), um die starken Schwankungen der Höhe des Wasserspiegels aufgrund der Regenzeiten auszugleichen. Mit dem Chara-Chara-Stauwehr kann der Wasserspiegel im See vom niedrigsten Niveau bei 1784 m ü. d. M. um 3 m auf 1787 m ü. d. M. erhöht werden. Zusammen mit einem 0,5 m hohen Wasserüberlauf ist somit eine maximale Regulierungshöhe von 3,5 m möglich. Wird die Seeoberfläche mit 3000 km² angenommen, ergibt sich daraus ein theoretisches Stauvolumen von rund 10.500 Mio. m³.
Das Chara-Chara-Wehr wurde im Zusammenhang mit dem Bau von Tis Abay II um ein zweites Wehr mit 2 Toren erweitert. Seit der Inbetriebnahme des Tana-Beles-Kraftwerks im Jahre 2010 reguliert das Chara-Chara-Wehr nicht nur den Abfluss aus dem Tanasee in den Abbai und damit die für die Tis-Abay-Kraftwerke und den Wasserfall verfügbare Wassermenge, sondern auch die verfügbare Abflussmenge für das Tana-Beles-Kraftwerk, für das ein zweiter Abfluss aus dem Tanasee geschaffen wurde.

### Tis Abay II
Das Kraftwerk Tis Abay II benutzt den gleichen Zuflusskanal wie Tis Abay I, der jedoch um 1,5 km verlängert wurde (11° 29′ 19,5″ N, 37° 35′ 59,6″ O). Von dem Einlaufbauwerk gehen zwei 115 m lange Druckrohre mit einem Durchmesser von 4,6 m zu dem 53 m tiefer liegenden Maschinenhaus. Die beiden Francisturbinen haben eine installierte Leistung von je 36,5 MW. Der maximale Wasserdurchfluss beträgt 2 × 75 m³/s. Das Kraftwerk wurde in den Jahren 1998 bis 2001 gebaut, u. a. von Energoprojekt – Niskogradnja, China Wanbao Engineering Corporation, Alstom und Spie.